# NGC 1773
NGC 1773 је емисиона маглина у сазвежђу Златна риба која се налази на NGC листи објеката дубоког неба.
Деклинација објекта је - 66° 21' 57" а ректасцензија 4h 58m 12,0s. Привидна величина (магнитуда) објекта NGC 1773 износи 11,0. NGC 1773 је још познат и под ознакама ESO 85-EN25.